# Уэстон-Лейкс
Уэстон-Лейкс (англ. Weston Lakes) — город в округе Форт-Бенд, штат Техас, США. Согласно переписи 2020 года, население составляет 3 853 человека.

## История
Голосование о регистрации города состоялось 10 мая 2008 года. Всего было 977 действительных голосов. 569 (58,24 %) проголосовали за, а 408 (41,76 %) — против. Проголосовало чуть более 74 % из тех, кто имел на это право. 20 мая того же года члены суда уполномоченных округа Форт-Бенд зарегистрировали Уэстон-Лейкс в качестве муниципалитета.
Первые муниципальные выборы состоялись 4 ноября 2008 года. За 6 мест олдерменов боролись 15 кандидатов. Мэри Роуз Здункевич стала первым мэром города, набрав наибольшее количество голосов (561). Остальные 5 кандидатов: Клифтон Х. Олдрич (504 голоса), Гэри Л. Оуэнс (486 голосов), Денис Делука (472 голоса), Трент Томас (435 голосов) и Тед Кейс II (419 голосов) — стали работать в городском совете в качестве олдерменов.

## География
Уэстон-Лейкс расположен вдоль магистрали FM 1093, между городами Фулшир и Саймонтон в северной части округа Форт-Бенд. Он занимает площадь около 1400 акров (570 га). По данным Бюро переписи населения США, город имеет общую площадь в 7,1 км2. Из них 6,9 км2 приходится на сушу, а 0,2 км2 на — воду. Река Бразос образует южную и часть восточной границы города.

## Население
| Год переписи                              | Нас. |  | %±    |
| ----------------------------------------- | ---- |  | ----- |
| 2010                                      | 2482 |  | —     |
| 2020                                      | 3853 |  | 55,2% |
| 2010–2020 — перепись населения. Источник: |      |  |       |